# Suchopýrek
Suchopýrek (Trichophorum) je rod jednoděložných rostlin z čeledi šáchorovité. (Cyperaceae). Někteří autoři řadili druhy rodu suchopýrek (Trichophorum) do rodu skřípina v širším pojetí (Scirpus s.l.). V minulosti někteří autoři používali pro rod suchopýrek jméno Baeothryon. Jméno Trichophorum však bylo konzervováno s typem Trichophorum alpinum. Jméno Baeothryon je z tohoto důvodu nevhodné používat, má být užíváno jen jako sekce v rodu bahnička (Eleocharis). Někteří autoři z rodu Trichophorum vyčleňují menší rod Eriophorella, toto pojetí však není v tomto článku akceptováno.

## Popis
Jedná se o vytrvalé trsnaté byliny, s oddenky nebo bez nich. Jsou jednodomé, převážně s oboupohlavnými květy. Lodyhy jsou oblé nebo trojhranné. Listy jsou většinou jen na bázi, někdy i slabě nad bází, zpravidla redukované na listové pochvy, nanejvýš nejvyšší pochvy mají krátké čepele (do 1 cm), jazýčky je přítomen, fotosyntetickou funkci přebírá hlavně stonek. Květy jsou v květenstvích, v kláscích. Klásky jsou vrcholové, jednotlivé, neskládají složená květenství. Pod květenstvím je krátký listen. Květy vyrůstají z paždí plev. Okvětí chybí, nebo je přítomno a je pak přeměněno zpravidla na 6 dlouhých chlupů, někdy až 20x delších než nažka (tvoří chmýr). Tyčinky jsou 3, jsou volné. Gyneceum je složeno většinou ze 3 plodolistů, je synkarpní, blizny většinou 3, semeník je svrchní. Plodem je nažka, která převážně trojhranná.

## Rozšíření ve světě
Je známo asi 9 druhů , které jsou rozšířeny ve spíše chladném až mírném pásu severní polokoule, také v Andách a horách JV Asie.

## Rozšíření v Česku
V ČR rostou 2 druhy. Suchopýrek alpský (Trichophorum alpinum) je dnes silně ohrožený druh (C2) rostoucí na rašeliništích a prameništích od podhůří do hor. Suchopýrek trsnatý (Trichophorum cespitosum) roste také na podobných stanovištích, ale v ČR pouze v Krkonoších, Jizerských horách a na Šumavě.

## Seznam druhů
- Trichophorum alpinum – Evropa, Asie, Severní Amerika
- Trichophorum cespitosum – Evropa, Asie, Severní Amerika
- Trichophorum clementis – Kalifornie
- Trichophorum clintonii – Severní Amerika
- Trichophorum planifolium – Severní Amerika
- Trichophorum pumilum – Evropa, Asie, Severní Amerika
- Trichophorum rigidum – Andy
- Trichophorum subcapitatum – JV Asie
- možná další